# Кондраково (Нижегородская область)
Кондраково — деревня в составе городского округа Навашинский Нижегородской области России.

## География
Деревня расположена в 25 км на север от города Навашино на берегу реки Оки.

## История
По окладным книгам 1676 года в сельце Кондратове находилась приходская церковь Всемилостивого Спаса, у этой церкви был двор попа Петра и двор дьячков, в приходе двор помещиков, двор задворного слуги и 13 дворов крестьянских. В конце XIX века церковь в сельце отсутствовала, сельцо входило в состав Перемилово-пустынского прихода.
В конце XIX — начале XX века деревня входила в состав Монаковской волости Муромского уезда Владимирской губернии. В 1859 году в деревне числилось 11 дворов, в 1905 году — 21 дворов, в 1926 году — 47 дворов.
С 1929 года деревня входила в состав Ефремовского сельсовета Муромского района Горьковского края, с 1931 года — в составе Ефановского сельсовета, с 1936 года — в составе Горьковской области, с 1944 года — в составе Мордовщиковского района (с 1960 года — Навашинский район, с 16 мая 1992 года — Нижегородской области). В 2004 году Ефановский сельсовет наделён статусом — сельское поселение. В 2009 году сельское поселение Ефановский сельсовет было упразднено, а все его населённые пункты вошли в состав сельского поселения Поздняковский сельсовет. В мае 2015 года сельское поселение «Поздняковский сельсовет» было упразднено, а Кондраково вошло в состав городского округа Навашинский.

## Население
| 1859 | 1905 | 1926 | 2002 | 2010 |
| ---- | ---- | ---- | ---- | ---- |
| 107  | ↗195 | ↗283 | ↘15  | ↘14  |